# Митько, Валерий Брониславович
Валерий Брониславович Митько (12 июля 1941, Чернигов — 2 октября 2022, Санкт-Петербург) — российский учёный, специалист по гидроакустике, президент Арктической общественной академии наук, капитан первого ранга (1983) в отставке, доктор технических наук (1987), профессор (1991).

## Биография
После окончания Высшего военно-морское училища радиоэлектроники им. А. С. Попова (1963) был назначен главой радиотехнической службы спасательного судна на Тихоокеанский флот. С новым кораблем совершил переход из Николаева к месту службу по Северному морскому пути, где впервые увидел Арктику. С 1966 года начальник радиотехнической службы — командир боевой части связи атомной подводной лодки.
C 1969 по 1972 гг. учился в Военно-морской академии имени Н. Г. Кузнецова, после окончания остался в вузе на научной и преподавательской работе. Участник длительных океанских научных экспедиций на судах Гидрографической службы и судах Академии наук СССР. С 1990 по 1994 гг. — начальник кафедры гидроакустики Военно-морской академии. После увольнения в запас в 1994 году читал курсы лекций в других вузах Санкт-Петербурга, был профессором кафедры морских информационных систем в электротехническом и гидрометеорологическом университетах.
В 2003 году стал сооснователем и президентом Арктической общественной академии наук, основной задачей которой является научное обоснование содержания Арктической доктрины России, как основного документа, провозглашающего геополитические интересы России в Арктике. После 2016 года — советник генерального директора ЛО ЦНИИ связи.
Сфера научных интересов — экологическая безопасность в арктических и северных регионах, прикладные аспекты гидрофизики, информационные системы, системы мониторинга в океане и на континенте, в экономических и прибрежных зонах для контроля за деятельностью подводных и надводных объектов на шельфе и за его пределами, экологический мониторинг. Автор более 400 научных работ, включая учебники, монографии, патенты, изобретения, научные статьи и доклады в российских и зарубежных изданиях.

## Обвинение в государственной измене
В 2014—2018 гг. преподавал в Даляньском морском университете в Китае в качестве приглашенного профессора. Дважды в год ездил в Китай с лекциями по гидрофизике. 
11 февраля 2020 года в квартире ученого был проведен обыск, а Дзержинский районный суд Петербурга по ходатайству ФСБ отправил его под домашний арест. Ему было предъявлено обвинение по статье по статье 275 УК РФ (Государственная измена). По версии следствия, Валерий Митько во время своих поездок передал спецслужбам Китая материалы, которые содержат государственную тайну. Свою вину он ученый не признал. Суд неоднократно продлевал домашний арест и запрещал ему прогулки, несмотря на плохое состояние здоровья (болезнь сердца, три инфаркта, пять стентов в коронарных сосудах) и госпитализации. 2 октября 2022 года, находившийся под домашним арестом Валерий Митько скончался. Был похоронен на Богословском кладбище в Санкт-Петербурге.

## Личная жизнь
Женат. Сын — Арсений Валерьевич Митько (род. 1973) — кандидат технических наук, главный специалист ВНИИМ им. Д. И. Менделеева. 

## Сочинения
- Гидроакустические средства связи и наблюдения / В. Б. Митько, А. П. Евтютов, С. Е. Гущин. — Л. : Судостроение, 1982. — 200 с. : ил.; 22 см.
- Примеры инженерных расчетов в гидроакустике / А. П. Евтютов, В. Б. Митько. — Л. : Судостроение, 1981. — 255 с. : ил.; 22 см.
- Инженерные расчеты в гидроакустике / А. П. Евтютов, В. Б. Митько. — 2-е изд., перераб. и доп. — Л. : Судостроение, 1988. — 287,[1] с. : ил.; 22 см; ISBN 5-7355-0017-1 Тираж 4100 экз.
- Митько В. Б. Прикладная гидрофизика. Учебное пособие. — СПб.: Изд. ГЭТУ, 1996. − 160с.